# 西尾インターチェンジ
西尾インターチェンジ（にしおインターチェンジ）は、島根県松江市にある松江だんだん道路のインターチェンジである。

## 歴史
- 2012年3月24日 : 西尾IC - 松江JCT間開通に伴い供用開始
- 2013年3月10日 : 川津IC - 西尾IC間開通[1][2]

## 道路
- 松江だんだん道路 （2番）

## 接続する道路
- 島根県道260号本庄福富松江線 （西尾ICアクセス道路）

## 隣
松江だんだん道路
(3)川津IC - (2)西尾IC - (1)津田IC